# Fusarium lateritium
Fusarium lateritium Nees – gatunek grzybów z rodziny gruzełkowatych (Nectriaceae). Mikroskopijny pasożyt wielu roślin, powodujący u nich choroby zwane fuzariozami. Wśród roślin uprawianych w Polsce są to: fuzarioza drzew ziarnkowych i fuzarioza maliny.

## Systematyka i nazewnictwo
Pozycja w klasyfikacji według Index Fungorum: Fusarium, Nectriaceae, Hypocreales, Hypocreomycetidae, Sordariomycetes, Pezizomycotina, Ascomycota, Fungi.
Po raz pierwszy opisał go w 1816 r. Christian Gottfried Daniel Nees von Esenbeck. Ma około 40 synonimów.

## Morfologia
Czyste kultury otrzymane przez izolację pojedynczych zarodników na PDA tworzą bladoróżowe, rzadkie strzępki powietrzne, a na agarze ceglastoczerwony pigment. Kolonie na PDA w ciemności rosną powoli ze średnim tempem wzrostu grzybni 3,24 ± 0,26 mm dziennie w 25 °C. Makrokonidia cienkie, sierpowate do prawie prostych, o równoległych ścianach, komórce wierzchołkowej z wyraźnym dziobem, mają od 3 do 5 przegród, długość od 27,2 do 45,4 μm (średnio 37,5 μm) i szerokość od 4,1 do 7,8 μm (średnio 5,6 μm).